# Рамон Родрігес
Рамон Родрігес (англ. Ramon Rodriguez; народився 20 грудня 1977, Ріо-Піедрас, Пуерто-Рико) — американський кіноактор пуерто-риканського походження. Найбільш відомий своїми ролями в телесеріалах «Дроти» (2006—2008) і «Новий день» (2006—2007), а також у фільмах «Трансформери: Помста полеглих» і «Захоплення підземки 123».

## Життя і кар'єра
Родрігес народився в Пуерто-Рико, а виріс в Нижньому Іст-Сайді на Мангеттені. Навчався в New York City Lab School for Collaborative Studies і в The Leelanau School в штаті Мічиган, де він грав в баскетбол. Він продовжував грати в баскетбол протягом двох років в університеті Wheeling Jesuit University в Західної Вірджинії, до переходу в Нью-Йоркський університет, де він отримав вчений ступінь в області спортивного маркетингу. У нього є три старші сестри, а також троє молодших братів (які живуть в Пуерто-Рико).
Родрігес почав свою кар'єру в 2005 році, коли зіграв у фільмі «Шлях Карліто 2: Сходження до влади» і в телесеріалі «Врятуй мене» в двох епізодах. Далі він продовжував зніматися в таких телесеріалах як «Закон і порядок: Спеціальний корпус», «Дроти» і «Новий день». Він також з'явився в таких фільмах як «Белла», «Гордість і слава», «Серфер», «Захоплення підземки 123» і "Трансформери: Помста полеглих". Він з'явився у другорядній ролі Джона Босли в телесеріалі «Ангели Чарлі».
У 2013 році отримав головну роль детектива Райана Лопеса в телесеріалі «Злочинні зв'язки» каналу Fox. Серіал транслювався в 2014 році і був закритий після одного сезону.
У 2014 році отримав роль Джо Пека в фільмі «Need for Speed: Жага швидкості». У 2016 році отримав одну з головних ролей в телесеріалі «Burn Your Maps», разом з Вірою Фарміґа і Вірджиною Медсен. Він також зіграв головну чоловічу роль в біографічному фільмі «Leavey», разом з Кейт Марою. У тому ж році він приєднався до акторського складу телесеріалу «Захисники» в ролі Бакуто.

## Фільмографія
| Рік       |   | Українська назва                         | Оригінальна назва                   | Роль                      |
| --------- | - | ---------------------------------------- | ----------------------------------- | ------------------------- |
| 2005      | ф | Шлях Карліто 2: Сходження до влади       | Carlito's Way: Rise to Power        | Анхель Родрігес           |
| 2005      | с | Спаси мене                               | Rescue Me                           | Кевін Васкес              |
| 2005      | ф |                                          | Dealbreaker                         | Рамон                     |
| 2005      | ф |                                          | 5G                                  | Джонні                    |
| 2006      | ф | Наслідувач                               | The Wannabe                         | Девід                     |
| 2006      | ф | Айра і Еббі                              | Ira and Abby                        | Джуліо                    |
| 2006      | ф | Белла                                    | Bella                               | Едуардо                   |
| 2006—2007 | с | Новий день                               | Day Break                           | Дем'єн Ортіс              |
| 2006      | с | Закон і порядок: Спеціальний корпус      | Law & Order: Special Victims Unit   | Діджей Менні              |
| 2006—2008 | с | Дроти                                    | The Wire                            | Ренальдо                  |
| 2007      | ф | Медсестри                                | Nurses                              | Патрік Де Леон            |
| 2008      | ф | Серфер                                   | Surfer, Dude                        | Лупі де ла Роса           |
| 2008      | ф | Гордість і слава                         | Pride and Glory                     | Анхель Тезо               |
| 2009      | ф | Захоплення підземки 123                  | The Taking of Pelham 123            | диспетчер Дельгадо        |
| 2009      | ф | Трансформери: Помста полеглих            | Transformers: Revenge of the Fallen | Лео Шпитц                 |
| 2009      | ф | Вихід 19                                 | Exit 19                             | Рамон                     |
| 2010      | ф |                                          | Harlem Hostel                       | Уїлл                      |
| 2011      | ф | Глобальне вторгнення: Битва Лос-Анджелес | Battle: Los Angeles                 | лейтенант Вільям Мартінес |
| 2011      | с | Ангели Чарлі                             | Charlie's Angels                    | Джон Босли                |
| 2014      | с | Злочинні зв'язки                         | Gang Related                        | Райан Лопес               |
| 2014      | ф | Need for Speed: Жага швидкості           | Need for Speed                      | Джо Пек                   |
| 2016      | ф | Спали свої карти                         | Burn Your Maps                      | Batbayar                  |
| 2017—2018 | с | Залізний кулак                           | Iron Fist                           | Бакуто                    |
| 2017      | с | Захисники                                | The Defenders                       | Бакуто                    |
| 2017      | ф | Меган Ліві                               | Megan Leavey                        | капрал Метт Моралес       |
| 2020      | ф | Айван, єдиний і неповторний              | The One and Only Ivan               | Джордж                    |
| 2023      | с | Вілл Трент                               | Will Trent                          | Вілл Трент                |